# عضو في البرلمان الأوروبي
عضو في البرلمان الأوروبي (بالإنجليزية: Member of the European Parliament)‏ (في الدول الأعضاء الناطقة بالإنجليزية حيث يعرف البرلمانيون الوطنيون بالنواب، مثل المملكة المتحدة ومالطا)، ويطلق عليهم أيضًا اسم Eurodeputy (في الدول الأعضاء الناطقة بالإنجليزية حيث يكون البرلمانيون الوطنيون نُوابا، كما هو الحال في جمهورية أيرلندا وقبرص؛ ويشيع استخدامه باللغة الإنجليزية من قبل الدول الأخرى غير الناطقة بالإنجليزية) هو شخص تم انتخابه للعمل كممثل شعبي في البرلمان الأوروبي.
عندما اجتمع البرلمان الأوروبي (المعروف آنذاك باسم الجماعة الأوروبية للفحم والصلب) لأول مرة في عام 1952، تم تعيين أعضائه مباشرة من قبل حكومات الدول الأعضاء من بين أولئك الذين كانوا بالفعل في البرلمانات الوطنية الخاصة بهم. منذ عام 1979، تم انتخاب أعضاء البرلمان الأوروبي عن طريق الاقتراع العمومي.